# Petiveria tetrandra
Petiveria tetrandra Gomes  ou Petiveria alliacea var. tetrandra (Gomes) Hauman,  popularmente mais conhecida como erva-de-guiné ou guiné, é um arbusto ou subarbusto de cerca de meio metro a um metro de altura, de ramos angulosos, sulcados-estriados, pubescentes ou quase glabros, subflexuosos, dilatados nos nós.

## Sinonímia

### Sinonímia científica
- Petiveria hexaglochin Fisch. e C.A. Mey.;
- Petiveria alliacea L.[4]
- Petiveria alliacea var. alliacea[4]
- Petiveria alliacea  var. tetrandra (Gomes) Hauman[1]

### Sinonímia popular
- Tipi, erva-de-pipi, erva-de-guiné, raiz-de-guiné, erva-de-alho, mucura-caa, amansa-senhor, erva-pipi, tipu, tipuana, atipim,guine fedegoso.[5]

## Etimologia
"Guiné" procede do topônimo "Guiné". "Tipi", "tipu" e "tipuana" procedem do tupi tï'pï. Os nomes comuns são "tipi-verdadeiro", "amansa-senhor", "mucurá-caá".

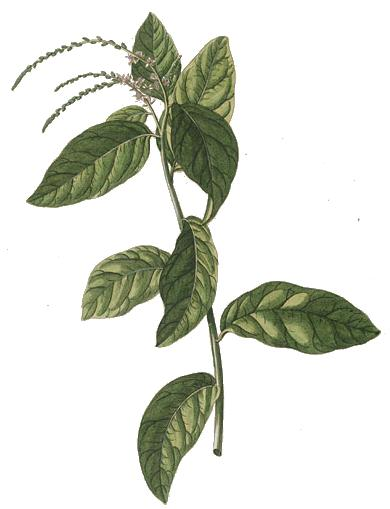

## Descrição
Folhas alternas, patentes, curtamente pecioladas, oblongo-lanceoladas, acuminadas, integérrimas, mais ou menos ondeadas, de base cuneiforme estriada num pecíolo canaliculado de cerca de 5 milímetros de comprimento, levemente membranáceas, com a nervura mediana proeminente na face inferior e as nervuras secundárias arqueadas, glabras em ambas as páginas, exceto na face superior das nervuras de cor verde escura na página superior e mais clara na inferior. Medem de 5 a 10 centímetros de comprimento por dois a seis centímetros de largura.
Duas estípulas, subuladas, pequeníssimas, caducas, frequentemente obsoletas.
Inflorescência terminal ou axilar em racemos que, devido a extrema curteza dos pedúnculos florais, simulam espigas delgadas, eretas, algumas vezes sub-ramosas na base, de dez a quinze centímetros de comprimento, afilas.
Raiz fusiforme, irregularmente ramificada de comprimento variável ; sua superfície externa é de cor pardo acinzentada clara e pardo amarelada, finamente estriada no sentido longitudinal, apresentando cicatrizes verrucosas.

## Habitat
Planta nativa das Américas, encontrada no sudeste dos Estados Unidos, a partir da Flórida, contornando o Golfo do México, na América Central incluindo o Caribe, e nas regiões tropicais da América do Sul. No Brasil, encontra-se desde o Piauí até o Rio Grande do Sul.
Existem também plantações introduzidas no Benim e na Nigéria, na costa ocidental da África.

## Propriedades Medicinais
Partes Usadas: Raiz e folhas
Princípios ativos: Óleo essencial, Pitiverina, resina inerte, ácido resinoso, glicose.

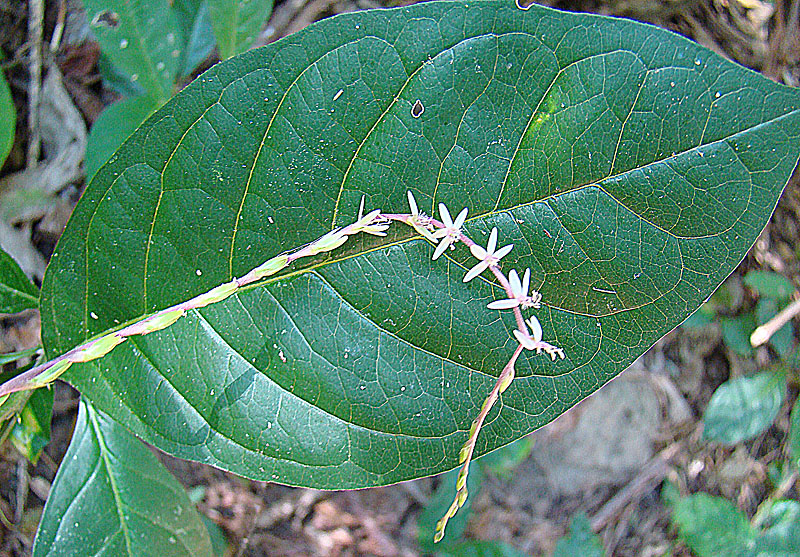
Exemplar na Nicarágua

Usada como estimulante na paralisia, sudorífera e alexífera. Em altas doses, é abortiva e, segundo alguns, provoca loucura quando de seu uso contínuo. Seu envenenamento é lento e, no período agudo, determina superexcitação, insônia e quase alucinação. Depois de poucos dias, sintomas opostos: indiferença, chegando a imbecilidade, fraqueza cerebral, pequenas convulsões depois tetaniformes, mudismo por paralisia da laringe e morte ao fim de um ano, dependendo da dose. Deve ser usada em doses regulares e não sucessivas no caso de paralisia. Era muito usada pelos negros como arma de vingança contra seus patrões, por isso o nome de "Amansa-senhor".
Contra picadas de insetos, coloca-se as folhas ou folhas e galhos imersos em álcool, até que seu sumo seja dissolvido. Aplica-se no local das picadas, imediatamente ao acontecerem. Para picadas de aranhas, é recomendado compressa.
Utilizada no tratamento de sarna. Colocam-se as raízes em molho no álcool, deixar por alguns dias até que as substâncias sejam liberadas no álcool. Aplicar o álcool sobre a área afetada. Pode ser usada em animais e humanos.

## Descrição química da planta
A planta foi analisada por Gustavo e Theodoro Peckolt. A petiverina é uma substância amorfa, amarelada, pulverulenta, inodora, de sabor fortemente amargo, picante; é solúvel no éter, no álcool, na água acidulada e pouco solúvel na água fervente. Seu soluto precipita pelos cloretos de platina de ouro e pelo ácido tânico. Pode ser obtida tratando-se o extrato alcoólico da raiz pela água fervente, filtrando-se, juntando-se o filtrado a acetato neutro de chumbo até não produzir mais precipitado e depois acetato básico, filtrando-se, eliminando-se o excesso de chumbo de filtrado pelo hidrogênio sulfuretado, filtrando-se novamente e evaporando-se até a consistência xaroposa. Trata-se, então, o líquido xaroposo pelo álcool absoluto, separa-se este, destila-se e vascoleja-se o resíduo com éter; evapora-se o soluto etéreo espontaneamente e purifica-se o resíduo dissolvendo-o repetidas vezes no éter.
O ácido resinoso tem consistência da terebentina, cor pardacenta, sabor picante e aroma fortemente canforaceo e um tanto aliáceo, da raiz fresca.
A raiz seca fornece cerca de 20 por cento de extrato alcoólico.

## Uso nasreligiões afro-brasileiras
No candomblé e na umbanda, a guiné é usada para proteção contra energias negativas.